# Abrothrix
Abrothrix es un género de roedores de la familia Cricetidae (tribu Akodontini).
Incluye las siguientes especies:
- Abrothrix andinus
- Abrothrix hershkovitzi
- Abrothrix illuteus
- Abrothrix jelskii
- Abrothrix lanosus
- Abrothrix longipilis
- Abrothrix olivaceus[fn 2]
- Abrothrix sanborni